# Abdelfettah Mouddani
Abdelfettah Mouddani (ur. 30 lipca 1956) – marokański piłkarz grający na pozycji bramkarza.

## Kariera klubowa
Abdelfettah Mouddani w czasie kariery piłkarskiej grał w KAC Kénitra.

## Kariera reprezentacyjna
W reprezentacji Maroka Abdelfettah Mouddani grał w latach osiemdziesiątych.
W 1986 roku uczestniczył w Mistrzostwach Świata 1986 w Meksyku.
Na Mundialu był rezerwowym i nie wystąpił w żadnym spotkaniu.